# Oedipus Schmoedipus
Albums de Barry Adamson
The Negro Inside Me
(1993) As Above, So Below
(1998)
Oedipus Schmoedipus est un album de Barry Adamson sorti en 1996.

## L'album
Le titre Something wicked this way comes apparaît dans le film Lost Highway de David Lynch. L'album atteint la 51e place des charts en Grande-Bretagne. Il fait partie des 1001 albums qu'il faut avoir écoutés dans sa vie. 
La pochette de l’album figure une image du film Le Révélateur, avec Bernadette Lafont.

### Titres
Tous les titres sont de Barry Adamson, sauf mentions. 
1. Set the Controls for the Heart of the Pelvis (Barry Adamson, Jarvis Cocker (5:39)
2. Something Wicked This Way Comes (4:33)
3. The Vibes Ain't Nothin' But the Vibes (4:48)
4. It's Business as Usual (Barry Adamson, Carla Bozlavich, John Napier) (4:29)
5. Miles (Miles Davis, Sly Dunbar, Bill Laswell, Robbie Shakespeare) (5:30)
6. Dirty Barry (7:30)
7. In a Moment of Clarity (4:14)
8. Achieved in the Valley of Dolls (Barry Adamson, Billy Mackenzie) (4:27)
9. Vermillion Kisses (3:02)
10. The Big Bamboozle (3:37)
11. State of Contraction (1:38)
12. The Sweetest Embrace (Barry Adamson, Nick Cave) (4:49)
13. Set the Controls Again (1:34)

### Musiciens
- Barry Adamson : voix
- Seamus Beaghen : orgue, piano
- Carla Boslavich : voix
- Nick Cave : voix
- Jarvis Cocker : voix
- Roy Hamilton, Zeitia Massiah, Beverley Skeete : chœurs
- Billy McGhee, Audrey Riley  : cordes
- John Napier : voix
- Kevin Petrie : voix
- Atticus Ross : programmation
- Ileana Ruhemann : flute
- Peter Wyman : clarinette, saxophone